# 수수께끼의 신 유닛 STA☆MEN
수수께끼의 신 유닛 STA☆MEN（謎の新ユニットSTA☆MEN）은, 7명의 인기 성우에 의해 2002년 11월에 결성된 자주제작 엔터테인먼트 유닛. 정식 표기는 〈謎の新ユニットSTA☆MEN〉(알파벳은 대문자). 정식 약칭 표기는 〈스타☆맨〉(スター☆メン). 정식 멤버는 아니지만 마스코트 보이겸 잡일 담당의 가면 남자・ZAI도 가끔씩 나타난다.

## 멤버

### 레귤러
- 스와베 쥰이치(諏訪部順一)
- 스즈무라 켄이치(鈴村健一)
- 토리우미 코스케(鳥海浩輔)
- 타카하시 히로키(高橋広樹)
- 키시오 다이스케(岸尾だいすけ)
- 요시노 히로유키(吉野裕行)
- 야스무라 마코토(保村真)

결성 당시에 스와베가 리더겸 어른 담당, 스즈무라가 치유 담당, 토리우미가 에로 담당, 타카하시가 상큼한 역살 (나중에 근육담당), 키시오가 깜찍 담당, 요시노가 양아치 담당, 야스무라가 더러움 담당을 맡았으나 나중에 자연 소멸했다.

### 마스코트 보이 겸 잡일 담당
- 수수께기의 마스크맨・ZAI
당초에는 스타☆맨이 프로듀스하여 CD 데뷔할 예정이었던 〈수수께끼의 아티스트〉였다. 이벤트 등에 등장할 때마다 현저하게 체격이 다르다.

## 유닛 내 유닛
- 세 개의 화살(三本の矢)
스와베 쥰이치, 스즈무라 켄이치, 타카하시 히로키
- 갓츠(ガッツ)
토리우미 코스케, 요시노 히로유키, 야스무라 마코토
- 페로☆맨(フェロ☆メン)
스와베 쥰이치, 토리우미 코스케
- 켄신(ケンシン)
스즈무라 켄이치, 야스무라 마코토

스케줄 등 기획회의에 참여하지 못하는 일이 많은 키시오는 어느 유닛에도 속하지 않는 레귤러 게스트 포지션. 갓츠는 모바일 문화방송에서 레귤러 방송을 하거나, 키시오가 미즈시마 타카히로와 결성한 유닛 〈다이즈〉(だいず)의 협연을 개최하는 등, 유닛 자체가 활동하지 않을 때에도 활발하게 활동을 계속하고 있다.

## 개요
- 어느 술자리에서 스즈무라가 스와베・토리우미・타카하시・키시오・야스무라에게 "유닛 만들자"고 제안, 술취한 김에 그자리에서 전원 의기투합. 그 뒤, 다른 멤버가 2차에 가는 도중, 먼저 귀가한 스와베가 술김에 농담반 진담반으로 자신의 홈페이지에 유닛 결성을 공지. 그것이 예상 외로 큰 영향을 일으켜 실제로 활동을 개시하게 되었다.

## 에피소드
- 요시노는 그 술자리에 없었으나, 스즈무라 왈 "괜찮아! 그녀석은 들어올꺼야." 의사를 묻지도 않고 마음대로 멤버에 끼워넣었다. 나중에 다시한번 스즈무라가 물어보자 요시노는 "응, 뭘해도 좋아"라고 예상대로 대답해, 정식가입하게 된다.
- 실은 딱 하루 사쿠라이 타카히로도 멤버였다. 그 술자리에서 스즈무라가 전화로 가입을 권유해 들어왔으나, 다음날 스즈무라에게 다시 그만 두겠다고 말했다.(본인 이야기)
- 사실 스즈무라는, 술자리에서 취할 때마다 "유닛 만들자"고 여러 사람에게 말했었다고 한다.
- 유닛 명칭은, 1번째 이벤트에서 공모한 것에서 결정되었다. 라틴어로 스태미너를 가리키는 〈STAMEN〉에 〈☆〉을 더해, 〈스타같은 남자들〉이라는 의미를 곁들인 조어이다.
- 유닛 명칭 후보로서, 〈신발장〉, 〈The 해삼 파이터즈〉, 〈F〉, 〈아방가르드 남성용 속옷 사모회, 줄여서 아바게〉, 〈스카이크로스〉등이 있었다.
- 유닛 이름을 모집했을 때, 멤버의 성 첫 글자를 딴〈호스트 좋아해요〉(ホストすきだよ)라는 것도 있었으나, 그 응모자는 야스무라(保村:やすむら)를 호무라(ほむら)라로 착각한 듯 하다.[1]
- 제 1회 이벤트 《수수께끼의 신 유닛 시작했습니다》에서는 각 멤버와 친한 사쿠라이 타카히로가 목소리로만 출연하였다.
- 2007년 9월 《수수께끼의 신 유닛 STA☆MEN 아워 소리마치》 DVD 발매를 앞두고 갸오쟈키에서 1시간 생방송을 실시했다.
1회 9월 6일방송 (출연: 스즈무라・스와베・토리우미/타카하시)
이 당시 생방송 접속자 수는 리아 디존의 기록을 약 1.5배 상회하여, 역대 1위를 차지하였다. 또한 유닛명을 생략하는 것에 대해 <수수께끼 유닛>등이 아닌, 정식 생략 표기의 〈스타☆맨〉을 주장.
2회 9월 13일방송 (출연: 키시오・타카하시・복면남3인)
접속자 수는 불분명하지만, 생방송 주간 랭킹에서는 또다시 빼어난 톱. 제1회 방송을 의식해서인지 방송에 부적절한 용어를 연발하는 방송이 되었다.(특히 키시오) 타카하시는 리아 디존을 연발.
3회 9월 20일방송 (출연: 스즈무라・스와베・토리우미・야스무라)
방송 부적절 용어에 크게 의지하지 않고, 채팅을 활용한 언어유희 형식의 기획으로 분위기가 살지만, 딱 한번 스즈무라가 방송 부적절 용어를 발언하였다. 전대물을 좋아하는 스즈무라가 있어서인지 가면라이더를 중심으로 한 전대물 토크에 열기를 띄우기도 했다. 언어유희 퀴즈에서는 야스무라가 다른 멤버들에게 개그를 한 후 전원이 소리를 내지 않고 절규했다. 이번에도 접속자 수 랭킹은 1위.
4회 9월 27일방송 (출연: 스와베・요시노/스즈무라・타카하시・토리우미・야스무라・시그마 세븐 매니저)
요시노와 스와베가 침착한 토크를 전개. 스와베 왈 〈이번에는 욧칭 축제〉. 엔딩에는 키시오를 뺀 전원이 등장했다. 이번에도 랭킹은 선두로, 전4회 모두 생방송 접속자 수 랭킹 1위가 되었다.
- 이 방송 도중, 위키피디아를 실시간으로 갱신하는 장면도 볼 수 있었다.
- 《수수께끼의 신 유닛 STA☆MEN 소리마치》는 2007년 10월 1일 오리콘 위클리 차트 DVD 총합에서 첫등장 25위, DVD 드라마 부분에서 첫등장 2위를 기록했다.
- 갸오 자선옥션 제 24 탄 (2007년 1월 2일~16일)에 꽃문자로 〈소리마치〉라고 쓰여진 풍수 아트를 옥션 No.047 《수수께끼의 신 유닛 STA☆MEN 멤버 전원의 직필 사인들이 샹하이 선물(일러스트)》로 출품. 123회의 입찰 후 42,500엔이라고 하는 고액으로 낙찰되었다.
- 《수수께끼의 신유닛 STA☆MEN 아워 에가오》는 2008년 10월 6일자 오리콘 위클리 차트 DVD 종합으로 첫등장 15위를 기록했다.
- <페로☆맨> 싱글 〈금단의 장미~Aphrodisiac~〉은 2009년 4월 6일자 오리콘 위클리 차트에 16위로 첫등장, 〈태양이 준 계절〉은 20위로 첫등장을 기록했다.

## 관련상품
- 싱글CD 《널 위해》（2003년 8월 6일 발매）
- 드라마 CD 《갓츠 버틀러 G》 *갓츠(토리우미・야스무라・요시노)의 세사람이 주연, 다른 멤버도 전원 출연. 스와베가 총감독을 맡았다.(2006년 8월 말 발매)
- DVD《수수께끼의 신유닛 STA☆MEN 아워 ぶっちゃけ!つるっとなるはや》(2004년 1월 23일 발매)
- DVD《수수께끼의 신유닛 STA☆MEN 아워 대자연 리프레쉬! 지옥의 초인 결정전》(2006년 6월 21일 발매)
- DVD《수수께끼의 신유닛 STA☆MEN 아워 소리마치》(2007년 9월 26일 발매)
- DVD《수수께끼의 신유닛 STA☆MEN 아워 에가오》(2008년 9월 24일 발매)
- DVD《수수께끼의 신유닛 STA☆MEN 아워 대자연 리프레쉬! 지옥의 초인 결정전 (真装版) 》(2009년 3월 25일 발매)
- 싱글 CD 《금기의 장미 ~Aphrodisiac~ / 참회실》페로☆맨 (2009년 3월 25일 발매)
- 싱글 CD 《태양이 준 계절~ / 성 스타☆맨 학원 고교 교가》 (2009년 3월 25일 발매)
- DVD《수수께끼의 신유닛 STA☆MEN 육!해!공! 우리들의 여름방학 ~마음의 여행~》(2009년 9월 30일 발매)